# Deathstar Rising
Deathstar Rising è il sesto album in studio del gruppo musicale finlandese Before the Dawn, pubblicato il 25 febbraio 2011 dalla Nuclear Blast.

## Tracce
1. The First Snow – 1:20 (Tuomas Saukkonen)
2. Winter Within – 4:32 (Tuomas Saukkonen)
3. Deathstar – 3:31 (Tuomas Saukkonen)
4. Remembrance – 3:38 (Tuomas Saukkonen)
5. Unbroken – 4:39 (testo: Lars Eikind – musica: Tuomas Saukkonen)
6. Judgement – 4:20 (Tuomas Saukkonen)
7. The Wake – 5:07 (Tuomas Saukkonen)
8. Sanctuary – 4:52 (Tuomas Saukkonen)
9. Butterfly Effect – 3:53 (Tuomas Saukkonen)
10. Wreith – 5:16 (Tuomas Saukkonen)

Tracce bonus nell'edizione europea
1. Infinity (demo 1998) – 3:02 (Tuomas Saukkonen) – Bonus track edizione europea
2. My Room (acoustic) – 4:27 (Tuomas Saukkonen) – Bonus track edizione europea
3. Unbreakable (live) – 3:18 (Tuomas Saukkonen) – Bonus track edizione europea
4. The Black (live) – 4:25 (Tuomas Saukkonen) – Bonus track edizione europea

## Formazione
- Tuomas Saukkonen - voce, chitarra
- Juho Räihä - chitarra
- Eikind - voce melodica, basso
- Atte Palokangas - batteria